# Ferrari F1-2000
Ferrari F1-2000 – samochód Formuły 1, zaprojektowany przez Rory Byrne'a dla zespołu Ferrari na sezon 2000. Model był rozwinięciem poprzednich konstrukcji: F300 i F399. Używał tej samej skrzyni biegów, ale nowej jednostki napędowej, Tipo049. W porównaniu do poprzednich modeli miał również poprawioną aerodynamikę. Kierowcami byli Michael Schumacher oraz Rubens Barrichello, który zastąpił Eddiego Irvine'a. Kierowcą testowym był Luca Badoer.
Schumacher zdobył tym samochodem tytuł mistrza świata kierowców, co oznaczało, że był to pierwszy tytuł dla kierowcy Ferrari od roku 1979. Zespół obronił także tytuł w klasyfikacji konstruktorów. Dziewięć zwycięstw Schumachera w sezonie było wyrównaniem rekordu Nigela Mansella z 1992 oraz samego Schumachera z roku 1995.
Samochód zdobył nagrodę dla najlepszego samochodu wyścigowego roku, przyznawaną przez Autosport

## Wyniki
| Legenda oznaczeń w tabelach wyników Wyświetl szablon na nowej stronie | Legenda oznaczeń w tabelach wyników Wyświetl szablon na nowej stronie                                                                     |
| Oznaczenie                                                            | Wyjaśnienie |
| --------------------------------------------------------------------- | --- |
| Złoty                                                                 | Zwycięzca lub mistrzostwo |
| Srebrny                                                               | 2. miejsce lub wicemistrzostwo |
| Brązowy                                                               | 3. miejsce lub II wicemistrzostwo |
| Zielony                                                               | Ukończył, punktował (w klasyfikacji generalnej, gdy zdobył co najmniej jeden punkt na przestrzeni sezonu, poza trzema powyższymi opcjami) |
| Niebieski                                                             | Ukończył, nie punktował (w klasyfikacji generalnej, gdy nie zdobył co najmniej jednego punktu na przestrzeni sezonu)                      |
| Czerwony                                                              | Nie zakwalifikował się (NZ) |
| Czerwony                                                              | Nie prekwalifikował się (NPK) |
| Różowy                                                                | Nie ukończył (NU) |
| Różowy                                                                | Niesklasyfikowany (NS) (w klasyfikacji generalnej, gdy nie został sklasyfikowany w żadnym wyścigu sezonu)                                 |
| Czarny                                                                | Zdyskwalifikowany (DK) |
| Czarny                                                                | Wykluczony (WYK/EX) |
| Biały                                                                 | Nie wystartował (NW) |
| Biały                                                                 | Kontuzjowany (K/INJ) |
| Biały                                                                 | Wyścig odwołany (OD/C) |
| Bez koloru                                                            | Został wycofany (WYC/WD) |
| Bez koloru                                                            | Nie przybył (NP/DNA) |
| Bez koloru                                                            | Nie brał udziału w treningach (NT/DNP) |
| Bez koloru                                                            | Nie został zgłoszony (–) |
| Pogrubienie                                                           | Start z pole position |
| Kursywa                                                               | Najszybsze okrążenie wyścigu |
| †                                                                     | Nie ukończył, ale jego rezultat został zaliczony ze względu na przejechanie więcej niż 90% dystansu wyścigu.                              |
| *                                                                     | Sezon w trakcie |
| 1/2/3                                                                 | Punktowana pozycja w sprincie kwalifikacyjnym                                                                                             |
| Lista systemów punktacji Formuły 1                                    | |

| Sezon | Zespół  | Silnik  | Opony | Kierowcy           | 1   | 2   | 3   | 4   | 5   | 6   | 7   | 8   | 9   | 10  | 11  | 12  | 13  | 14  | 15  | 16  | 17  | Pkt. | Msc. |
| ----- | ------- | ------- | ----- | ------------------ | --- | --- | --- | --- | --- | --- | --- | --- | --- | --- | --- | --- | --- | --- | --- | --- | --- | ---- | ---- |
| 2000  | Ferrari | Ferrari | B     |                    | AUS | BRA | SMR | GBR | ESP | EUR | MCO | CND | FRA | AUT | DEU | HUN | BEL | ITA | USA | JPN | MAL | 170  | 1    |
| 2000  | Ferrari | Ferrari | B     | Michael Schumacher | 1   | 1   | 1   | 3   | 5   | 1   | NU  | 1   | NU  | NU  | NU  | 2   | 2   | 1   | 1   | 1   | 1   | 170  | 1    |
| 2000  | Ferrari | Ferrari | B     | Rubens Barrichello | 2   | NU  | 4   | NU  | 3   | 4   | 2   | 2   | 3   | 3   | 1   | 4   | NU  | NU  | 2   | 4   | 3   | 170  | 1    |